# Koelvinger

Twee koelvingers:
1. Rubberen afsluitring
2. Waterafvoer
3. Watertoevoer
4. Vergaarbak voor een vast koelmiddel

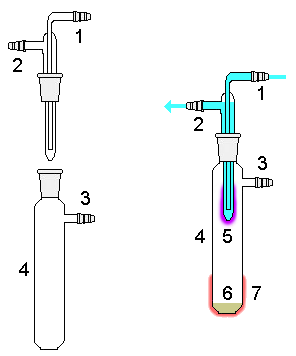
Eenvoudige sublimatie-opstelling: een zogenaamde koelvinger. Het koelwater wordt rondgepompt in het systeem, zodat de verlangde stof aan het koelwater kan neerslaan.
1. Ingang koelwater
2. Uitgang koelwater
3. Gas-/vacuümleiding
4. Sublimatiekamer
5. Gesublimeerde stof
6. Grondstof
7. Uitwendige verhitting

Een koelvinger of koudevinger is een stuk laboratoriumglaswerk dat gebruikt wordt om lokaal een koud oppervlak te genereren. Het werd zo genoemd, omdat het de vorm heeft van een vinger. Een koelvinger is een specifieke soort koelval, die voornamelijk bij sublimaties wordt gebruikt.

## Opbouw
Een koelvinger is analoog opgebouwd aan een gaswasfles, maar heeft evenwel een compleet ander doel. Het bestaat uit een langwerpige smalle gesloten glazen buis (die lijkt op een reageerbuis), waarin een fijne andere buis zit. Dit is de invoerbuis voor de koelvloeistof. Vaak is dit koud water, maar methylcyclohexaan wordt ook gebruikt. De koude vloeistof stroomt in een langwerpige buis en genereert aldaar een koud oppervlak. Het water kan weer naar buiten stromen via een kleine opening bovenaan.
Als koelvloeistof wordt vaak water gebruikt, maar voor lagere temperaturen kan methylcyclohexaan ingezet worden. In tegenstelling tot de gewone koelers, kan een koelvinger temperaturen lager dan 0°C genereren.
Een alternatieve opbouw geschiedt via een kleine vergaarbak, waarin in plaats van koud water, een vast koelmiddel (bijvoorbeeld ijs of droogijs) of een mengsel van een vast en vloeibaar koelmiddel (bijvoorbeeld een mengsel van droogijs en aceton of 2-propanol) kan worden geplaatst.

## Principe
De koelvinger wordt steeds op een grotere reageerbuis geplaatst en afgesloten (meestal ook vacuüm gezogen). De afsluiting tussen de koelvinger en de reageerbuis wordt vaak via een slijpstuk gerealiseerd. Onderaan de reageerbuis zit een hoeveelheid stof die moet gesublimeerd worden. De resulterende gesublimeerde stof komt op de koelvinger te zitten.

## Voorbeelden
Op laboratoriumschaal wordt kalium-tert-butoxide op deze wijze gezuiverd van een soms pappige okerbruine stof tot zuiver wit poeder.

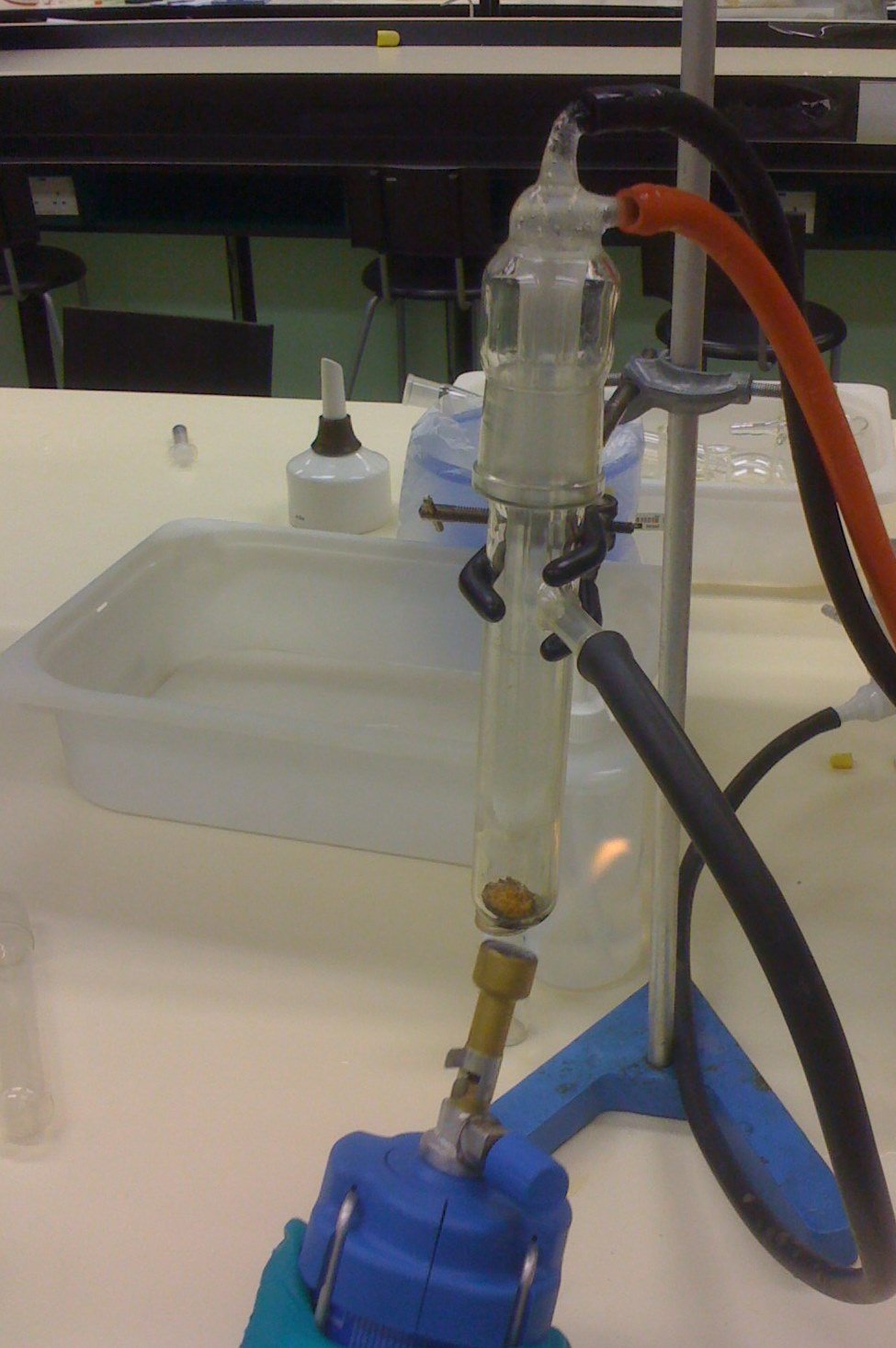
Sublimatie van kamfer met behulp van een koelvinger: de onzuivere okergele grondstof wordt verhit en het zuivere witte kamfer sublimeert op de koelvinger.
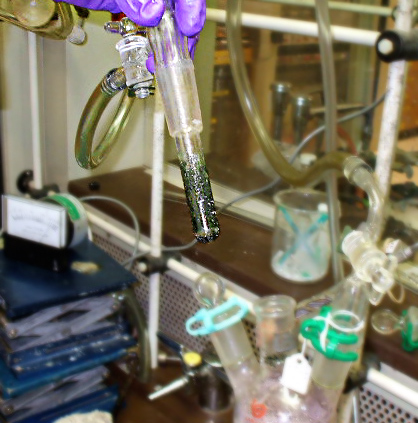
Kristallijn groene nikkeloceen op een koelvinger na sublimatie.